# Emil Grohmann

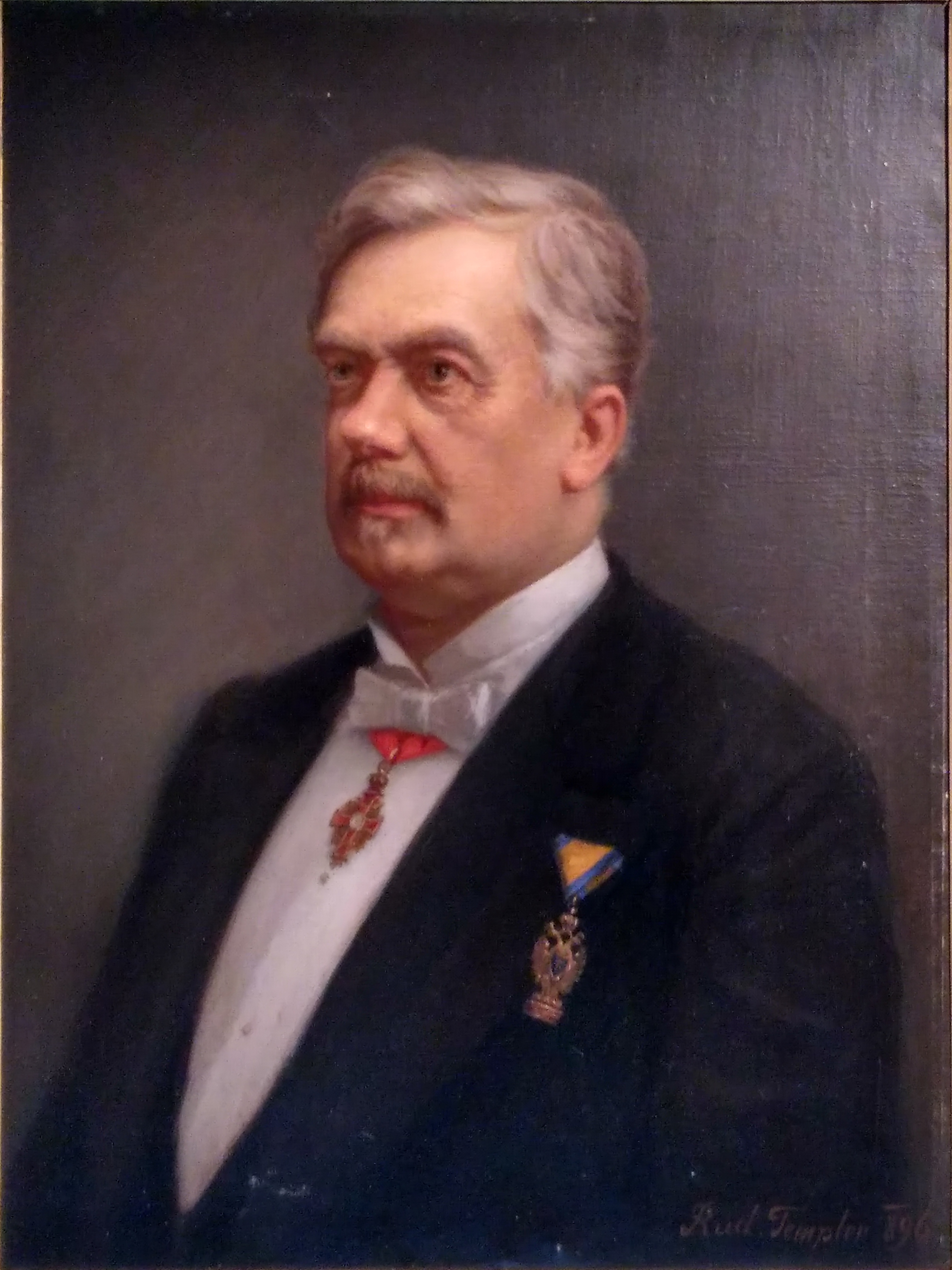
Emil Grohmann, Porträt von Rudolf Templer, 1896

Emil Grohmann (* 4. März 1856 in Würbenthal; † 6. August 1905 ebenda) war ein österreichischer Industrieller.

## Leben
Emil Grohmann studierte am Polytechnikum Aachen Ingenieurwissenschaften und wurde im Wintersemester 1873/74 beim dortigen Corps Rhenania aktiv. Danach trat er in die Leitung der Leinenzwirnfabrik Grohmann & Co. in Würbenthal ein und führte diese gemeinsam mit seiner Mutter Emma Grohmann geb. Wagner, die nach dem Tod seines Vaters Guido Grohmann im Jahr 1873 die Geschäftsführung übernommen hatte. Er war ein Vetter des Industriellen Robert Grohmann. Die Fabrik in Würbenthal war von seinem Großvater Josef Grohmann (1792–1873), Vater von Adolf Grohmann aus einem kleinen Betrieb in eine maschinell betriebene Leinenzwirnfabrik umgewandelt worden.
Emil Grohmann war von 1882 bis 1905 Bürgermeister von Würbenthal und besaß als Wohnsitz ein Gut. Unter seiner Leitung und der seiner Mutter, die 1896 verstarb, wurde das Unternehmen beachtlich vergrößert und für die Beschäftigten eine betriebliche Altersversorgung, Werkswohnungen, Fabriksbad und weitere Einrichtungen aufgebaut. Im Jahr 1900 wurden Pochmühl und Markersdorf, zwei Wettbewerbsunternehmen, gekauft und modernisiert. Sein Sohn Fritz Grohmann, der nach dem Ende des Zweiten Weltkriegs im Mai 1945 in einem tschechischen Internierungslager für Sudetendeutsche erschlagen wurde, führte das Unternehmen bis zur Enteignung der Familie durch die Tschechoslowakei im Jahr 1945 weiter.  